# Łączki (Łącko)
Łączki (niem. Wiesendorf) – dawna osada, obecnie niestandaryzowana część wsi Łącko w Polsce, położona w województwie małopolskim, w powiecie nowosądeckim, w gminie Łącko.
Wiesendorf powstał na skutek osadnictwa józefińskiego, zapoczątkowanego w 1783 roku, kiedy to na Sądecczyznę zjechali za czasów Józefa II koloniści niemieckich i austriackich landów. Położony były na południowy wschód od Łącka, na urodzajnym porzeczu po lewym brzegu Dunajca, przy drodze z Kamienicy do Starego Sącza. Pod koniec XIX wieku ludność (w liczbie 234) stanowili spolszczeni katolicy niemieccy.
Łączki stanowiły samodzielną miejscowość i gminę jednostkową Wiesendorf w powiecie nowosądeckim. W 1900 roku gmina Wiesendorf liczyła 254 mieszkańców, natomiast gmina Łącko 1826 mieszkańców.
Za II RP Łączki już nie funkcjonują jako odrębna miejscowość (są spisane z Łąckiem), a nazwa Łączki wyszła z użycia.